# Iron Shield Records
Iron Shield Records ist ein 2010 gegründetes deutsches Musiklabel mit Sitz in Berlin. Es ist vor allem auf Thrash und Speed Metal im Stil der 1980er Jahre spezialisiert und veröffentlicht grundsätzlich Tonträger von Bands aus allen Teilen der Welt (zum Teil als Wiederveröffentlichung), wobei Deutschland, Italien und Kolumbien gehäuft vorkommen. Im Jahre 2021 hat man im Labelkatalog die 100. Veröffentlichung zu verzeichnen gehabt. Nach wie vor besteht das Programm aus CD Releasen, manchmal begleitet von einer Vinyl Veröffentlichung.
Die Promotion läuft in Kooperation mit Pure Steel Records, der Vertrieb über Soulfood.

## Veröffentlichungen (Auswahl)
| Gruppe           | Titel                                    | Jahr | Kommentar              |
| ---------------- | ---------------------------------------- | ---- | ---------------------- |
| Evil Whiplash    | Rituals of Punishment                    | 2010 |                        |
| Guerra Total     | Más Allá de la Tumba                     | 2011 |                        |
| Tormentor        | Violent World                            | 2012 |                        |
| Revenge          | Rage and Revenge                         | 2012 | Wiederveröffentlichung |
| Delirium Tremens | Read My Fist                             | 2014 |                        |
| Fatal Embrace    | Slaughter to Survive                     | 2015 |                        |
| Ancestral        | Master of Fate                           | 2017 |                        |
| Ravager          | Eradicate... Annihilate... Exterminate.. | 2017 |                        |